# Dutovlje
Dutovlje je naselje v Občini Sežana. Naselje leži sredi najrodovitnejšega predela Krasa. Ves ravni svet okoli vasi pokriva jerovica, na kateri v vinogradih uspeva trta refošk, ki daje vino refošk in teran. Poleg rdečih vin pridelujejo tudi malvazijo.

## Galerija
- Razglednica Dutovelj 1909
- Trg v središču Dutovelj
- Vodnjak iz 1848
- Opuščena železniška trasa
- Utrdba iz prve svetovne vojne
- Obdelana vrtača
- Pepin vrt